# São Bento (ort i Brasilien, Maranhão, São Bento)
São Bento är en ort i Brasilien.   Den ligger i kommunen São Bento och delstaten Maranhão, i den nordöstra delen av landet, 1 500 km norr om huvudstaden Brasília. São Bento ligger 10 meter över havet och antalet invånare är 17 245.
Terrängen runt São Bento är mycket platt. Det finns inga andra samhällen i närheten.
Trakten runt São Bento består huvudsakligen av våtmarker. Runt São Bento är det mycket glesbefolkat, med 7 invånare per kvadratkilometer.